# Neufundländisches Französisch

Flagge der Franko-Neufundländer

Das neufundländische Französisch ist eine Varietät der französischen Sprache, es wird auf Neufundland gesprochen. Das neufundländische Französisch unterscheidet sich deutlich von den anderen frankokanadischen Dialekten, insbesondere dem Quebecer Französisch und dem akadischen Französisch. Da es vom Aussterben bedroht ist, gibt es Bemühungen, es wieder als Unterrichtssprache einzuführen. Das neufundländische Französisch wird heutzutage nur noch von einigen wenigen betagten Neufundland-Frankophonen gesprochen. Die Anzahl der französischstämmigen Neufundländer insgesamt wird auf 15000 geschätzt, das sind ca. 3 Prozent der Inselbevölkerung. Frankophone Gemeinden findet man hauptsächlich auf der Halbinsel Port-au-Port, namentlich in L'Anse-à-Canards, La Grand'Terre und Cap Saint-Georges. Am weitesten verbreitet auf Neufundland ist das akadische Französisch. In den Schulen wird das frankokanadische Standard-Französisch gelehrt.

## Systemlinguistische und typologische Aspekte

### Einflüsse
- Akadisches Französisch
- Nordfranzösische Dialekte (Normannisch), Baskisch, Bretonisch
- Laurentidisches Französisch (v. a. durch die Medien)

### Regionale Abweichungen auf den Inseln
Das Vokabular aus der Sprache der Fischer geht in den normalen Sprachgebrauch über. Weniger starke Abweichungen zum Standard-Französisch als in Québec und Akadien.

### Phonetik
- Öffnung der Vokale:

[ɛ, e] wird zu [a]: jamais [ʒama],
[ɔ, o] werden zu [u]: votre [vut]
- Diphthongierung:

z. B. : malade [malaʊ̯d],
mère [maɛr]
- Reduktion von Konsonantengruppen im Auslaut:

arbre [ab]
- Palatalisierung von [k] und [g]
- Graphem -oi- wird [wa], [we] oder [wɛ] ausgesprochen:

z. B.: boîte [bwɛt],
quoi [kwa]
- auslautendes [t] wird häufiger als im Standard-Französisch ausgesprochen:

bout [but]

### Morpho-Syntax
- Verbalendung der 3. Person Plural auf -ont [ɔ̃]:

z. B.: ils écoutont [il'ekutɔ̃]
- participe passé der Verben auf -ir hat die Endung -i:

z. B.: couri statt couru,
offri statt offert
- Analogische Konjugationen:

z. B.: tiendre statt tenir (von je tiens),
vous boivez statt vous buvez (von je bois)
- keine unregelmäßigen Pluralbildungen:

z. B.: un chual - des chuals statt un cheval - des chevaux
- Substantive, die mit einem Vokal beginnen, sind weiblich:

z. B.: une argent, une hôtel, une avion, une espace
- Doppelte Verneinung:

z. B.: On ne veut pas rien dire.
- Relativpronomen:

y en a qu'ont parti d'ici, que auch als Subjekt des Relativsatzes;
les camions que je vous parle: que als Äquivalent zum standardfranzösischen dont
- Im Plural kein Unterschied zwischen männlich und weiblich:

z. B.: Les jeunes filles, ils venaient se louer pour leur pain.
- Verben:

keine phonetische Liaison des Plural-[s]; z. B.: ils étaient [il'etɛ], les hôtels [le'otɛl]
Verben der Bewegung werden mit avoir „haben“ konjugiert; z. B.: il a parti, j'ai retourné etc., statt mit être „sein“; il est parti, je suis retourné usw.
kaum Gebrauch des Subjonctif; z. B.: il fallait que le pêcheur lavait son poisson statt il fallait que le pêcheur lavât son poisson

### Lexik
- Englische Lehnübersetzungen:

z. B.: je disais de même pour fun (engl. for fun = hochfr. „pour rire“)
- Anglizismen:

z. B.: rum-runner „traficant d'alcool au temps de la prohibition“ (anglais d'Amérique)
- Meeresvokabular, Vokabular der Fischer und Seeleute:

z. B.: bourlinguer „hart arbeiten“ im Gegensatz zur standardfranzösischen Bedeutung „gegen die Wellen kämpfen; zur See fahren“
- Archaismen - Französisch des 17. Jahrhunderts:

z. B.: la ressource im Gegensatz zum modernen Standardfranzösischen la source.

## Sonstiges
- Émile Benoît (24. März 1913 – 2. September 1992) spielte mehrere Chansons im neufundländischen Französisch ein: Émile's Dream 1979, Ça vient du Tchoeur 1982 und Vive la Rose 1992.